# Дьячук, Андрей Ефимович
Андрей Ефимович Дьячук (Дячук) (1921-1945) — старший сержант Рабоче-крестьянской Красной Армии, участник Великой Отечественной войн, Герой Советского Союза (1945).

## Биография
Андрей Дьячук родился 13 декабря 1921 года в селе Великие Орлинцы (ныне — Красиловский район Хмельницкой области Украины). После окончания семи классов школы работал в колхозе. В марте 1941 года Дьячук был призван на службу в Рабоче-крестьянскую Красную Армию. С того же года — на фронтах Великой Отечественной войны. Принимал участие в боях на Южном, Брянском, Воронежском, Юго-Западном, 3-м и 2-м Украинских фронтах. К декабрю 1944 года старший сержант Андрей Дьячук командовал отделением инженерно-сапёрного батальона 51-й инженерно-сапёрной бригады 46-й армии 2-го Украинского фронта. Отличился во время Будапештской операции.
В ночь с 4 на 5 декабря 1944 года Дьячук на своей десантной лодке, несмотря на массированный вражеский огонь, переправился через Дунай в районе посёлка Эрчи в 20 километрах к югу от Будапешта и на западном берегу уничтожил немецкий пулемёт. В том бою Дьячук совершил шесть рейсов, переправив в общей сложности 96 советских бойцов и командиров со всем снаряжением. 14 января 1945 года Дьячук погиб в бою. Похоронен у посёлка Пилишмарот в 50 километрах к северу от Будапешта.
Указом Президиума Верховного Совета СССР от 24 марта 1945 года за «мужество и героизм, проявленные при форсировании Дуная» старший сержант Андрей Дьячук посмертно был удостоен высокого звания Героя Советского Союза. Также был награждён орденами Ленина и Красной Звезды, медалью «За боевые заслуги».
Бюст Дьячука установлен в его родном селе.